# Biografielijst Pt

## Pta
- Lenka Ptacnikova (1976), IJslands schaakster
- Ptahhotep (25e eeuw v.Chr.), Egyptisch wijze

## Pti
- Mary Ptikany (1978), Keniaans atlete

## Pto
- Ptolemaeus (87-150), Grieks astroloog, astronoom, geograaf, wiskundige en muziektheoreticus
- Ptolemaeus Keraunos (ca. 319 v.Chr.), koning van Macedonië (281-279 v.Chr.)
- Ptolemaeus van Cyprus, koning van Cyprus (80-58 v.Chr.)
- Ptolemaeus I (+365 v.Chr.), koning van Macedonië (368-365 v.Chr.)
- Ptolemaeus I Soter (367-283 v.Chr.), Egyptisch farao (304-283 v.Chr.)
- Ptolemaeus II Philadelphus (309-246 v.Chr.), Egyptisch farao (285-246 v.Chr.)
- Ptolemaeus III Euergetes I (284-221 v.Chr.), Egyptisch farao (246-221 v.Chr.)
- Ptolemaeus IV Philopator, Egyptisch farao (221-205 v.Chr.)
- Ptolemaeus V Epiphanes (+180 v.Chr.), koning van Egypte (205-180 v.Chr.)
- Ptolemaeus VI Philometor (ca. 191-145 v.Chr.), koning van Egypte (180-145 v.Chr.)
- Ptolemaeus VII Neos Philopator (+145 v.Chr.), Egyptisch farao (145 v.Chr.)
- Ptolemaeus VIII Euergetes II (ca. 182-116 v.Chr.), Egyptisch farao (145-116 v.Chr.)
- Ptolemaeus IX Soter II (ca. 140-81 v.Chr.), Egyptisch farao (116-107 v.Chr.)
- Ptolemaeus X Alexander I (ca. 130-88 v.Chr.), Egyptisch farao (107-88 v.Chr.)
- Ptolemaeus XI Alexander II (ca. 105-80 v.Chr.), Egyptisch farao (80 v.Chr.)
- Ptolemaeus XIII Theos Philopator (ca. 62-47 v.Chr.), Egyptisch farao (51-47 v.Chr.)
- Ptolemaeus XIV Theos Philopator II (ca. 60-44 v.Chr.), Egyptisch farao (47-44 v.Chr.)
- Ptolemaeus XV Caesarion (47-30 v.Chr.), Egyptisch farao (44-30 v.Chr.)